# South Pasadena (Flórida)
South Pasadena é uma cidade localizada no estado americano da Flórida, no condado de Pinellas. Foi incorporada em 1955.

## Geografia
De acordo com o United States Census Bureau, a cidade tem uma área de 3 km², onde 1,6 km² estão cobertos por terra e 1,4 km² por água.

### Localidades na vizinhança
O diagrama seguinte representa as localidades num raio de 8 km ao redor de South Pasadena.

## Demografia
Segundo o censo nacional de 2010, a sua população é de 4 964 habitantes e sua densidade populacional é de 3 142 hab/km². É a localidade mais densamente povoada do condado de Pinellas. Possui 4 406 residências, que resulta em uma densidade de 2 788,8 residências/km².